# Сергієвка (Стерлібашевський район)
Сергі́євка (рос. Сергеевка, башк. Сергеевка) — хутір у складі Стерлібашевського району Башкортостану, Росія. Входить до складу Кундряцької сільської ради.
Населення — 33 особи (2010; 44 в 2002).
Національний склад:
- башкири — 84%